# Adam Walczak (działacz partyjny)
Adam Walczak (ur. 11 lutego 1938 w Łodzi, zm. 21 kwietnia 2011 tamże) – polski działacz partyjny i spółdzielczy, I sekretarz Komitetu Łódzkiego PZPR (1989–1990).

## Życiorys
Syn Józefa i Marianny, absolwent Wyższej Szkoły Nauk Społecznych przy KC PZPR w Warszawie. W 1958 wstąpił do Polskiej Zjednoczonej Partii Robotniczej. Od 1975 do 1976 I sekretarz Komitetu Dzielnicowego PZPR Łódź-Bałuty, później przewodniczący tamtejszej Dzielnicowej Komisji Kontroli Partyjnej i delegat na XXIII łódzką konferencję sprawozdawczo-wyborczą PZPR (1984). Od 1975 członek, od 1986 sekretarz i członek egzekutywy Komitetu Łódzkiego PZPR. Od 30 sierpnia 1989 do 29 stycznia 1990 zajmował stanowisko ostatniego I sekretarza tego Komitetu. Był działaczem spółdzielczym – prezesem Wojewódzkiej Spółdzielni Mieszkaniowej w Łodzi i Honorowym Członkiem Robotniczej Spółdzielni Mieszkaniowej „Bawełna” w Łodzi.
27 kwietnia 2011 pochowany na Cmentarzu Doły w Łodzi.